# The Age
 The Age är en dagstidning, som har publicerats i Melbourne, Australien sedan 1854. The Age grundades av tre affärsmän i Melbourne, bröderna John Cooke och Henry Cooke som hade anlänt från Nya Zeeland på 1840-talet, och Walter Powell. Den första upplagan utkom den 17 oktober 1854.